# アーモン・ゲート
アーモン・レオポルト・ゲート（ドイツ語: Amon Leopold Göth  発音, 1908年12月11日 ‐ 1946年9月13日）は、ドイツのナチス親衛隊将校。親衛隊における最終階級は親衛隊大尉 (SS-Hauptsturmführer)。
第二次世界大戦中、クラクフ・プワシュフ強制収容所の所長を務めた。戦後にポーランドの法廷から戦争犯罪人として起訴され、ユダヤ人虐殺の責任を問われて死刑判決を受け、刑死した。
スティーヴン・スピルバーグの映画『シンドラーのリスト』の主要人物として著名。愛称はモニー (Mony)。

## 生涯

### 生い立ち
アーモン・フランツ・ゲート (Amon Franz Göth) とその妻ベルタ（Bertha、旧姓: シュヴェント〈Schwendt〉）の間の一人息子としてオーストリア＝ハンガリー帝国首都ウィーンに生まれた。父フランツは軍事専門書を扱う「アーモン・フランツ・ゲート出版社 (Verlagsanstalt Amon Franz Göth)」のオーナーだった。ゲート家はカトリックを熱心に信仰する家庭で経済的には上層中産階級に位置した。当時高級品だった自動車も所有していた。
父フランツは海外出張が多く、母ベルタがその留守に会社を預かって経営を行っていた。両親ともに仕事が忙しかったため、父方の叔母のケーテ (Kathy) がゲートを養育した。
ゲートはウィーンの小学校を卒業した後、実科ギムナジウムを出る。その後、ヴァイトホーフェン・アン・デア・ターヤの大学で経済学を学んだ。
卒業後にはウィーンに戻り、父の会社で働いた。

### ナチス親衛隊
学生時代からナチズムに共感し、1925年に国家社会主義ドイツ労働者党オーストリア支部（オーストリア・ナチス）の青年組織に参加した。やがて不統一なオーストリア・ナチスより護国団の方に惹かれ、1927年には護国団の中でも特に反ユダヤ主義が強い「シュタイアーマルク郷土防衛」のウィーン支部に入団した。しかし1930年にオーストリア・ナチスと護国団の議会選挙共闘の試みが失敗した後には、ナチスに賛同してシュタイアーマルク郷土防衛から離れている。
1931年5月31日にナチ党に正式な党員として入党している（党員番号510,764）。1932年に親衛隊(SS) に入隊した（隊員番号43,673。1930年入隊とする資料も存在するが、正規の入隊は1932年であると思われる）。1933年春に親衛隊軍曹 (SS-Scharführer) に昇進。
ドイツでナチ党が政権を取った1933年、オーストリアではナチ党への警戒が高まり、ナチ党は非合法政党にされた。オーストリアのSS部隊はテロ活動を本格的に行うようになった。ゲートも1933年に反ナチ的なオーストリア政府公務員に対して暗殺テロを行い、ドイツへ国外逃亡している。以降ゲートはドイツとオーストリアを密入国で行き来するようになった。1934年7月にナチ党員によるオーストリア首相エンゲルベルト・ドルフースの暗殺事件があり、オーストリアで6000人のナチ党員が逮捕された。ゲートもこの際に逮捕された一人だった。しかしゲートは脱走に成功し、ドイツのミュンヘンへ逃れている。
しかしミュンヘンで親衛隊地区VIII区指導者アルフレート・ビクラー親衛隊上級大佐と対立を深め、1934年から1937年にかけて親衛隊を追放された。その間はミュンヘンで家業の出版業に従事していたという。1937年に親衛隊への復帰を許され、1938年春にアンシュルス（ドイツによるオーストリア併合）があると、ウィーンに戻った。親衛隊のフルタイム隊員となり、ウィーンに駐留する一般親衛隊部隊「第89親衛隊連隊」(SS-Standarte 89)に所属した。親衛隊人種移住本部の許可を得て1938年10月23日にインスブルック生まれのアニー・ガイガー (Anny Geiger) と結婚した。彼女との間に3人の子供を儲けており、うち2人が無事成長した。1940年11月に親衛隊曹長 (SS-Oberscharführer) に昇進した。
1940年にカトヴィッツ（旧ポーランド領。ポーランド侵攻後、ドイツ領に編入された）へ派遣され、ドイツ民族対策本部 (VOMI) カトヴィッツ支部で現地のドイツ民族を保護・編入する作業にあたった。1941年11月には親衛隊少尉 (SS-Untersturmführer) に昇進。1942年8月からは「ラインハルト作戦」の執行責任者であるルブリン地区親衛隊及び警察指導者オディロ・グロボクニク親衛隊少将の事務所で勤務し、ルブリン・ゲットーはじめ各地のゲットー解体(ゲットー住民を働ける者・働けない者に選別し、それに応じて殺害もしくは絶滅収容所・強制収容所への移送を行うこと)の作戦に従事した。その際の残虐さからゲートは「ルブリンの血に飢えた犬」と呼ばれた。

### プワシュフ収容所所長

騎乗するアーモン・ゲート

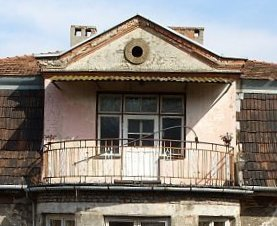
プワシュフ収容所内に残るゲートの住居。映画「シンドラーのリスト」ではこのバルコニーから狙撃していたが、実際には収容所敷地自体がこの住居より高い位置にあるため、この場所からの狙撃は地形的に不可能である。但し、狙撃自体は別の場所から行っていた。

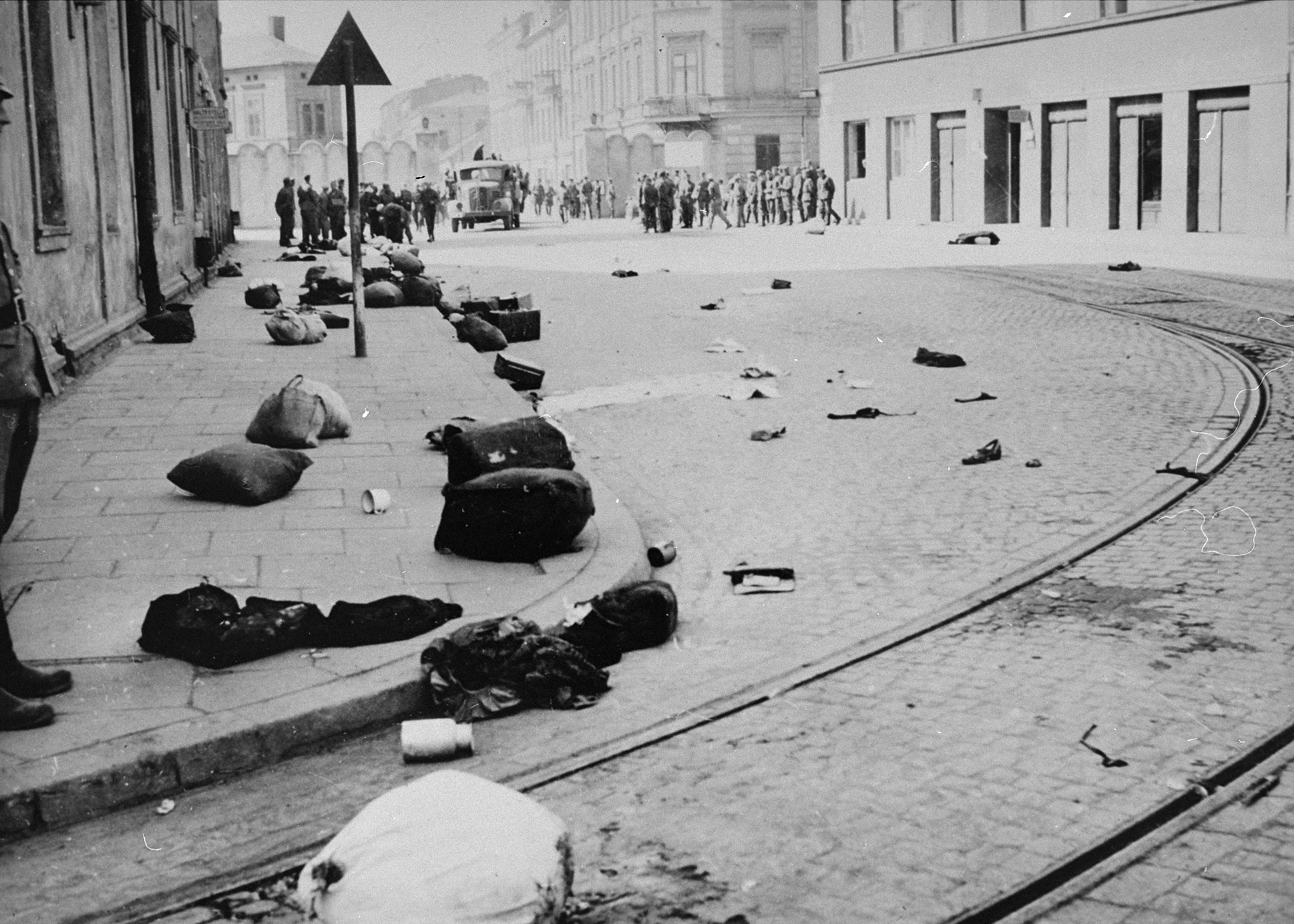
1943年3月のクラクフ・ゲットー解体直後の写真。ユダヤ人から強奪した荷物が転がる

この「功績」でゲートは、1943年2月11日に「クラカウ（クラクフ）地区親衛隊及び警察指導者のプラショフ（プワシュフ）強制労働収容所」 (Zwangsarbeitslager Plaszow des SS– und Polizeiführers im Distrikt Krakau) の所長に任命される。親衛隊少尉クラスとしては異例の所長就任であるが、東部戦線の戦況悪化で人員が不足していたのがその原因とみられる。「親衛隊及び警察指導者の強制労働収容所」は強制収容所と違って統一的な規則がなく、所長であるゲートが絶対的権限を有した。所長就任に際しての囚人に向けた演説の中でゲートは「俺はお前たちの神だ。ルブリンで俺は6万人のユダヤ人を片づけた。次はお前たちの番だ」と述べた。
1943年3月13日から3月14日にかけて行われたクラクフ・ゲットーの解体もゲートが陣頭指揮をとっており、大勢のユダヤ人を殺害しつつ、働ける者は自らの強制収容所へと移送した。1943年7月には東部(ポーランド)親衛隊及び警察高級指導者フリードリヒ・ヴィルヘルム・クリューガーSS大将とクラクフ親衛隊及び警察指導者ユリアン・シェルナーSS准将から推薦を受けて二階級特進があり、親衛隊大尉 (SS-Hauptsturmführer) となった。
所長になったばかりの1943年春から夏にかけてはプワシュフ収容所は、ゲートの限界を知らぬ恣意的な殺戮によって支配されたという。身長193cm、体重120kgの巨漢であったゲートは、すぐにサディスト的性向を示し、毎朝狙撃銃で囚人を狙撃するなど恣意的殺人を行った。ゲートの命令一つで囚人に襲いかかる二頭の飼い犬（グレートデンの「ロルフ」とシェパードとシベリアオオカミの雑種という「ラルフ」）をよく連れ回し、囚人を襲わせる事も多かった。ゲートに直接殺害された囚人は500人以上にのぼり、そのため「プワショフの屠殺人」というあだ名をつけられることになった。
囚人を処刑したのちはその記録を逐一記録カードに収めた。これはその親類も残さず抹殺するという目的があり、収容所に不満分子が残ることを恐れたための措置であった。しかしプワシュフ収容所が親衛隊経済管理本部 (WVHA) 管轄の強制収容所 (Konzentrationslager) となった1944年1月以降にはゲートも恣意的な射殺を控えざるを得なくなったという。親衛隊経済管理本部は看守が奴隷労働力たる強制収容所囚人を恣意的に殺害することに目を光らせており、囚人の処刑・拷問には本部の許可を得ることを義務付けていたからである。
1944年4月20日には武装親衛隊予備役の親衛隊大尉となり、これによりゲートは軍人の将校に列した。ゲートはこれを大いに喜び、親衛隊人事本部長マクシミリアン・フォン・ヘルフ親衛隊大将からの辞令を自慢げに見せて回ったという。
ゲートは国庫に収められるべきユダヤ人から没収した財産を横領しており、その金で豪勢に暮していた。屋敷でパーティー三昧の生活を送り、毎週新しい靴を作らせ、自家用馬や自家用車を数台所有していた。プワシュフ収容所はブラシ、ガラス製品、繊維製品、靴の製造を行っていたが、いずれも戦争遂行に絶対的に必要な物とは言えなかったため、この収容所は常に閉鎖の危険があった。しかしまるまると肥っており、重い糖尿病を患っていたゲートは前線に送られることを嫌がり、なんとか贅沢三昧な生活を続けようとプワシュフ収容所の存続に努力していた。プワシュフ収容所は拡張を続け、1944年夏の時点では2万4000人のユダヤ人囚人と少数のポーランド人囚人を抱えていた。
ゲートは部下の親衛隊員に対しても冷酷に接し、ささいな罪状で親衛隊の規律委員会や警察に引き渡した。さらに自身はおおっぴらに闇取引を行った。彼の部下の親衛隊員たちは我慢の限界に達し、親衛隊捜査判事である親衛隊中佐コンラート・モルゲン博士に訴状を送るに至った。その中には「我が軍の兵士が東部戦線で死んでいるのに、ゲートはパシャのように暮らしている」と書いてあった。

### 失脚
1944年9月13日、休暇中で故郷ウィーンに帰っていたゲートは、コンラート・モルゲン博士によって横領容疑と囚人虐待容疑により現地で逮捕された。ルブリン強制収容所所長ヘルマン・フロアシュテットやブーヘンヴァルト強制収容所所長カール・オットー・コッホも同罪によりモルゲン博士によって逮捕され、処刑されている。
1945年初頭に証拠不十分でミュンヘンの裁判所はゲートに無罪判決を出しているが、ゲートは親衛隊から除隊することとなった。またこの間の拘置所生活でゲートはだいぶ痩せた。
1945年1月にはブリュンリッツ のオスカー・シンドラーの工場を訪問している。シンドラーは怯えるユダヤ人たちに「何も心配することはない。彼はもはや単なる民間人にすぎない。」と述べて安心させたという。

### 戦後

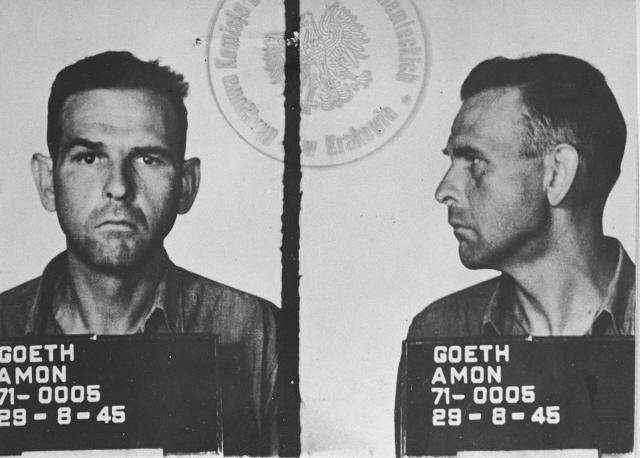
1945年8月29日に撮影された拘置中のアーモン・ゲート

裁判にかけられるアーモン・ゲート

ダッハウ強制収容所の跡地に設けられた捕虜収容所に収容されたゲートは、ドイツ国防軍の制服に着替え、アメリカ軍に対し自分は復員兵であると申告した。しかし正体がばれ、アウシュヴィッツ強制収容所所長のルドルフ・ヘスと共にポーランドに護送された。
1945年7月にクラクフに護送されたゲートに対し、8月から9月まで裁判が行われた。ゲートにかけられた罪状は、プワショフ収容所における8000人殺害の責任、クラクフ・ゲットーにおける2000人の虐殺に対する共同責任、いくつかの収容所での数百人の処刑に対する責任だった。検察側証人として法廷に呼んだユダヤ人の名前を読み上げる検察官に向かいゲートは「何？ そんなにたくさんのユダヤ人がまだいるのか？豚どもは一匹も残ってはいないはずだったのにな」と叫んだ。
裁判でゲートは自分はただの軍人に過ぎず、上官の命令に従っただけと主張した。罪状については他の親衛隊員の責任であって自分には一切の責任はないと語った。証人たちがゲートの殺人を証言する際には顔を背けたり、証言が誤りであると異論をはさんだりした。しかし結局ゲートは死刑判決を受けた。ゲートは自分が人間社会に役立つ一員であると力説して減刑嘆願書を書いたが、却下された。
翌年9月13日にクラクフにて執行された。最期の言葉は「ハイル・ヒトラー」だった。

遺体は焼却され、遺灰はビスワ川に流された。

## 人物
- 身長は193センチ。当時のドイツ人としてはかなりの長身だった[34]。

- ゲートの書記をしていた囚人ミーテク・ペンパーによればゲートは陽気な人間でよくゲラゲラ笑っていたというが、ユーモアのセンスは全くと言っていいほどなかったという[35]。またペンパーによると野心家で上官の代理を無視するのが好きだったという。クラクフでもユリアン・シェルナー親衛隊上級大佐の副官ヴィリー・ハーゼ親衛隊少佐を無視してシェルナーと直接接触してばかりだったという。ペンパーはゲートがプワシュフ所長に赴任してきたのもルブリン勤務時代にグロボクニクの副官ヘルマン・ヘーフレ（ドイツ語版）親衛隊少佐と対立したためではないかと推察している[36]。

- 彼が恣意的に囚人を殺害していたことの証言は数多い。ペンパーによればペンパーがゲートの口述を筆記している時に突然ゲートが立ち上がって銃をとったかと思うと窓を開いて銃を乱射しはじめたという。外から悲鳴が上がる中、ゲートは何事もなかったかのように席に戻ってペンパーに「どこまでだったかな」と尋ねてきたという[37]。戦後イスラエル最高裁判所判事に出世した囚人モシェ・ベイスキは2003年のドイツテレビ局のインタビューの中で「自分の邸宅から司令室までの坂を下りて行く途中にゲートが何の理由もなく一人・二人を射殺することが幾度となくありました。」と述べている[38]。複数の囚人の証言によればゲートはその日の気分でアクセサリーを変えたので、彼が殺人を犯す恐れが高い日が外見から分かったという。白い手袋、マフラー、つば付きの軍帽かチロリアンハットを被っている時は殺人を行う可能性が高かったという[39]。ゲートの邸宅で家政婦をしていた囚人へレーナ・ヒルシュはゲートの裁判でゲートについて次のように証言した。「『俺が命令したらそれは神聖だと思え』と彼は一度ならずそう言いました。ゲートは自分の全能に酔っていて人を怖がらせて喜んでいました。危険になりそうな囚人はあっさりと片付けました。自分はプワシュフの『無冠の王』であると思い、無条件の服従を要求したのです」[40]。オスカー・シンドラーの妻エミリエ・シンドラー（ドイツ語版）はゲートについて「彼は二重人格者で一方ではウィーン人がそうするように紳士としてふるまい、他方では自分の支配下に置かれたユダヤ人に対して休みなくテロ行為を働いて苛め抜いたものでした。アーモン・ゲートは血も涙もなく冷淡に人を殺すことができ、同時にクラシック音楽のレコードから聞こえてくる雑音はいかに小さな物でも聞き分けることができました」と述べている[41]。

- 映画『シンドラーのリスト』でも描かれている通り、シンドラーとは仲が良かった。シンドラーはゲートを愛称の「モニー」で呼び、様々なプレゼントや女を彼に贈っていた。シンドラーは低賃金ユダヤ人労働者を確保するためにゲートの好意を常に必要としていた。家政婦の囚人ヘレーナ・ローゼンツヴァイクの証言によれば他の工場主たちもゲートの好意を必要としていたが、彼らはゲートのどんちゃん騒ぎには付き合わず、シンドラーだけがいつも付き合い、そのためゲートはシンドラーを一番の親友と思っていたという。そのことについてローゼンツヴァイクは「シンドラーは超えてはならない限度を超えていました」「アーモン・ゲートもオスカー・シンドラーもどちらも権力をもっていたんですが、一方はそれを殺人に、もう一方は人の命を助けるために使ったんです」と述べている[42]。

## 家族
- ゲートは3回結婚している。最初の結婚は1934年に両親の勧めで行ったものだが、1年ほどしか続かなかった[43][44]。

- 1938年10月23日にインスブルック出身のアニー・ガイガー (Anny Geiger) と2度目の結婚をしている[9]。彼女との間に三人の子供を儲けた。長男ペーターは生後9か月で死去。長女インゲボルク（インゲ）は1990年代初めに死去。次男ヴェルナーは1960年代の終わりに死去した[10]。

- プワシュフの所長をしていた頃、ルート・イレーネ・カルダー (Ruth Kalder) と恋仲になり、ルートとの再婚を念頭にアニーとは離婚した。ルートはグライヴィッツ出身でこの頃にはオスカー・シンドラーの秘書をしていた。器量の良い彼女は、シンドラーの指示でゲートに色目を使って取り入ったのだが、それがきっかけで本当にゲートの愛人になったという経緯だった[45]。1945年11月にルートとの間に次女モニカ・クリスチアーネ・ゲートを儲けた。ルートはゲートとともにプワシュフで贅沢三昧の生活を送っていた。ルートは後にプワシュフ時代を回想して「美しい時代でした。夫のゲートは王で私は王妃でした。誰だって気にいらないわけがないでしょう。全てが終わってしまったことだけが残念です」と述べている[46]。ルートは基本的に収容所で起こっていることには関知したがらなかったが[47]、しばしば彼女がゲートに静かに働きかけて個々の囚人を拷問や銃殺から救ったことは多くの証人が証言している[48]。

- ゲートが処刑された後、ルートはアメリカ管理局にゲート姓を名乗ることを申請した。「戦後の混乱がなければ結婚していた」ことがその理由だった。ゲートの父フランツも息子がルートと婚約していたことを確証したのでこの請願は許可され、ルートはゲート姓になった[49]。ルートは戦後も亡き夫ゲートを擁護し続け、インタビューでは「彼は残酷な殺人者などではなく、他の人と違いはありません。他の親衛隊員と同じでした。アーモンが数人のユダヤ人を殺害したことは否定しませんが、多数ではありません。あのような収容所は遊園地ではないのです」と述べている[50]。彼女は病気を患っていた1983年1月9日に病苦から逃れるためと子供に負担をかけまいという配慮からミュンヘンで睡眠薬による自殺をした[43][51]。

- 次女モニカは1970年にナイジェリア黒人の留学生との間に娘ジェニファーをもうけるが、仕事との両立が難しく教会の養護施設に預け、その後養子にだしている。このジェニファーは後に祖父アーモン・ゲートについての本『Amon』（邦題：祖父はアーモン・ゲート）を出版する[52]。モニカは1971年にドイツ人と結婚し、1976年に娘イヴァッテを儲けた[53]。イヴァッテはヘロイン中毒者になり、その治療生活が続いている。イヴァッテは2001年に息子を儲けているが、その子にダーヴィット・アーモン・ゲートと名付けている[54]。

- 2002年、マティアス・ケスラーはモニカに二日間にわたるインタビューを行い、その内容を書物『Ich muss doch meinen Vater lieben, oder?』（邦題: 「それでも私は父を愛さざるをえないのです 『シンドラーのリスト』に出てくる強制収容所司令官の娘、モニカ・ゲートの人生」）にまとめて出版している。彼女は2005年にインタビューで「父親の行いは恐ろしく、忌むべきものだった。その記録が詳細に残されているのは良いことだ。まだ生存している戦争犯罪人は追及されるべきだ」と発言している（外部リンク）。

- ゲートの父のフランツは息子と違って長いナチ党員歴を持つわけではなく、1933年3月の総選挙でのナチ党の大勝を見て慌てて入党したいわゆる「3月党員」（保身のために入党した日和見党員を皮肉った呼び方）だった[55]。戦後、フランツはルートへの手紙の中で「あのモニーがもうこの世にいないとは今もって信じられません。息子はきっとどこかで生きている。そう思っていました。」と述べて息子の死を悼むとともに自身の財産がユダヤ人の共産党管理官に奪われ、またそのためにゲートの先妻のアニーに慰謝料の追加支払いができず、訴訟沙汰になったことで経済的苦境に陥っていると主張している[56]。

- ゲートはプワシュフ所長時代も家族との連絡を絶やさず、書記ミーテク・ペンパーに口述筆記させて妻アンナや父フランツに手紙を送リ続けた。妻には子供たちの様子を、父には家業の出版業の経営状況をよく訊ねている。妻からの手紙でヴェルナーがインゲを叩いたという話を聞いたゲートは、その返信に「叩くのはおそらく俺の血なんだろうな」と書いている[23]。

## 『シンドラーのリスト』
スティーヴン・スピルバーグ監督の映画『シンドラーのリスト』（1993年）では、ゲート役をレイフ・ファインズが演じた。映画ではシンドラーと対照的な双子的存在の悪役として描かれる。ファインズが演じたゲートのキャラクターは、2003年にアメリカン・フィルム・インスティチュートが行った、アメリカ映画100年の悪役ベスト50で15位に選ばれた。